# Михайловка (Синельниковский район)
Михайловка (укр. Михайлівка) — село,
Михайловский сельский совет,
Синельниковский район,
Днепропетровская область,
Украина.
Код КОАТУУ — 1224885001. Население по переписи 2001 года составляло 801 человек.
Является административным центром Михайловского сельского совета, в который, кроме того, входят сёла
Василевка и
Павловка.

## Географическое положение
Село Михайловка находится в 2,5 км от села Василевка и в 3-х км от села Варваровка.
По селу протекает пересыхающий ручей с запрудой.

## История
- В 1883 году после объединения хуторов помещиков Озерова и Михайлова образовалось новое село Михайловка.

## Экономика
- ООО «Гарант-Агро».

## Объекты социальной сферы
- Школа.
- Детский сад.
- Амбулатория.
- Клуб.